# Spermacoce occidentalis
Spermacoce occidentalis är en måreväxtart som beskrevs av Harwood. Spermacoce occidentalis ingår i släktet Spermacoce och familjen måreväxter. Inga underarter finns listade i Catalogue of Life.